# Content farm
Le Content Farm tradotto letteralmente in fabbriche di contenuti sono aziende che impiegano numerosi scrittori freelance o utilizzano strumenti automatizzati per generare una grande quantità di contenuti testuali specificamente progettati per soddisfare gli algoritmi dei motori di ricerca, noti come ottimizzazione per i motori di ricerca (SEO). 

## Obiettivo
Il loro obiettivo principale è generare ricavi pubblicitari attirando visualizzazioni di pagine da parte dei lettori. Tuttavia, le critiche riguardano la qualità spesso scadente dei contenuti prodotti da queste aziende, che preferiscono la quantità rispetto alla rilevanza e alla qualità. Inoltre, gli articoli scritti da autori umani potrebbero mancare la conoscenza nei soggetti trattati. Le Content Farm sono considerate problematiche dai motori di ricerca, poiché spesso portano l’utente a risultati meno rilevanti e di qualità inferiore durante le ricerche sul web.